# Cladomyza uncinata
Cladomyza uncinata är en tvåhjärtbladig växtart som beskrevs av Danser. Cladomyza uncinata ingår i släktet Cladomyza och familjen Amphorogynaceae. Inga underarter finns listade i Catalogue of Life.